# Tupungato
Il Tupungato è una delle più elevate montagne della Cordigliera delle Ande. Si trova al confine tra Cile e Argentina ed è uno stratovulcano estinto dal Pleistocene.
Si trova al confine tra la Regione Metropolitana di Santiago, in Cile, e la Provincia di Mendoza, in Argentina e circa 50 km a est della capitale cilena Santiago del Cile. 
Il Tupungato è la vetta più elevata a sud dell'Aconcagua dal quale dista circa 100 km, nelle sue immediate vicinanze si trova il vulcano Tupungatito ancora attivo e con circa 18 eruzioni registrate dal 1829 le ultime delle quali nel 1980 e 1986.
La prima ascesa risale al 1897 ad opera degli alpinisti Matthias Zurbriggen e Stuart Vines che lo scalarono dopo aver scalato l'Aconcagua.
Sul versante argentino della montagna il 2 agosto del 1947 precipitò l'aereo Star Dust un Avro 691 Lancastrian della British South American Airways in volo da Buenos Aires a Santiago, venne ritrovato solo il 23 gennaio del 2000 da un gruppo di alpinisti.